# Le Coudray-Montceaux
Le Coudray-Montceaux este o comună franceză situată în departamentul Essonne, în regiunea Île-de-France.

## Geografie

### Localizare
Le Coudray-Montceaux este situată la 35 de kilometri sud-est de Paris-Notre-Dame, punctul zero al drumurilor din Franța, 10 kilometri sud-est de Évry-Courcouronnes, 6 kilometri sud-est de Corbeil-Essonnes, 14 kilometri nord-est de La Ferté-Alais, 18 kilometri nord-est de Milly-la-Forêt, 19 kilometri sud-est de Arpajon, 19 kilometri sud-est de Montlhéry, 26 de kilometri sud-est de Palaiseau, 29 de kilometri nord-est de Étampes, 37 de kilometri nord-est de Dourdan.

### Hidrografie
Comuna este traversată de:
- Sena. Ecluza Coudray-Montceaux, reconstruită între 2009 și 2013, barează râul în această zonă[5].
- Pârâul Gouffre, cu o lungime de 4,86 km[6], afluent al Senei.

### Relief și geologie
Le Coudray-Montceaux este un sat situat pe marginea unor dealuri, cu o altitudine care variază între 32 și 100 de metri, având o medie de aproximativ 70 de metri.

### Comune limitrofe
| Ormoy     | Corbeil-Essonnes Morsang-sur-Seine | Nandy (Seine-et-Marne)                    |
| Mennecy   |                                    | Saint-Fargeau-Ponthierry (Seine-et-Marne) |
| Chevannes | Auvernaux                          | Saint-Fargeau-Ponthierry (Seine-et-Marne) |

### Climă
În 2010, clima comunei este de tipul climatului oceanic degradat al câmpiilor din Centru și Nord, conform unui studiu al Centrului Național de Cercetare Științifică (CNRS) pe baza unui set de date care acoperă perioada 1971-2000 bazat pe o serie de date din perioada 1971-2000. În 2020, Météo-France a publicat o tipologie a climatului pentru Franța metropolitană, în care comuna este expusă unui climat oceanic și se află în regiunea climatică Sud-vest a bazinului Parisian, caracterizată printr-o ploaie redusă, în special primăvara (120-150 mm) și o iarnă rece (3,5 °C).
Pentru perioada 1971-2000, temperatura anuală medie este de 11,3 °C, cu o amplitudine termică anuală de 15,4 °C. Cumulul anual mediu de precipitații este de 657 mm, cu 10,7 zile de precipitații în ianuarie și 7,8 zile în iulie. Pentru perioada 1991-2020, temperatura medie anuală observată la stația meteorologică Météo-France cea mai apropiată, situată în comuna Seine-Port la 5 km distanță, este de 11,3 °C, iar cumulul anual mediu de precipitații este de 673,1 mm.
Pentru viitor, parametrii climatici estimati pentru comună pentru anul 2050, conform diferitelor scenarii de emisii de gaze cu efect de seră, pot fi consultati pe un site dedicat publicat de Météo-France în noiembrie 2022.

## Urbanism

### Tipologie
La 1 ianuarie 2024, Le Coudray-Montceaux este clasificată ca zonă periurbană, conform noii grile comunale de densitate cu șapte niveluri definită de INSEE (Institutul Național de Statistică și Studii Economice) în 2022. Aceasta aparține unității urbane a Parisului, o aglomerație inter-departamentală care cuprinde 407 comune, dintre care face parte ca o comună din suburbii. În plus, comuna face parte din aria metropolitană a Parisului, fiind una dintre comunele de la periferie, această zonă reunind 1.929 de comune.

## Toponimie
Colridum, Colritum în secolul al IX-lea, Coldreyum în secolul al XIII-lea, Codroi în secolul al XIII-lea, Codret în 1271, Codroyum în 1272, Coudreyum in Bria în secolul al XIV-lea, Couldrai-sur-Seine-lez-Corbeil în 1475, Monciaus.
Originea numelui comunei este puțin cunoscută, totuși numele Coudray este un nume de sat destul de răspândit în Franța, care înseamnă o livadă de alun (alt nume pentru alun). Un alun argintiu este de altfel prezent pe blazonul orașului.
În 1793 au fost create comunele Coudray și Montceaux, iar în 1839 au fost reunite.

## Populația și societatea

### Date demografice
Evoluția numărului de locuitori este cunoscută prin recensămintele populației efectuate în comună începând din 1793. Pentru comunele cu mai puțin de 10 000 de locuitori, un recensământ al întregii populații este realizat la fiecare cinci ani, populațiile legale pentru anii intermediari fiind estimate prin interpolare sau extrapolare.
În 2022, comuna număra 4 738 locuitori, în scădere cu -3,27 % față de 2016 (Essonne: +2,89 %, Franța fără Mayotte: +2,11 %).
| An        | 1793 | 1821 | 1841 | 1851 | 1876 | 1886 | 1901 | 1921 | 1936 | 1962  | 1982  | 2006  | 2014  | 2022  |
| --------- | ---- | ---- | ---- | ---- | ---- | ---- | ---- | ---- | ---- | ----- | ----- | ----- | ----- | ----- |
| Populație | 240  | 241  | 490  | 541  | 556  | 537  | 583  | 575  | 743  | 1 077 | 2 248 | 4 070 | 4 792 | 4 738 |

## Cultură locală și patrimoniu

### Locuri si monumente
- Biserica Notre-Dame-de-l'Assomption-de-la-Très-Sainte-Vierge, înscrisă în lista monumentelor istorice în 1950[27].
- Scara numită „Belle Gabrielle”, construită în secolul al XVI-lea, a fost înscrisă în lista monumentelor istorice pe 2 noiembrie 1945[28].

### Personalități
- Mareșalul Imperiului, Jean-Baptiste Jourdan (1762-1833), a deținut aici o reședință.
- Nicolas-Charles Oudinot (1767-1847), duce de Reggio, mareșal al Franței;
- Louis Meznarie (1930-2020), preparator de motociclete și automobile de competiție, a murit aici.
- Taky Marie-Divine Kouamé, campioană ciclistă, și-a început activitatea sportivă aici, la clubul sportiv, încă din 2006[29].